# Irantxe
L'irantxe, iranshe, mynky o münkü (autoglotònim Minki) s una llengua indígena americana parlada en la conca de l'alt Juruena per unes dues-centes persones. No existeix material lingüístic apropiat per a la seva classificació, (encara que s'ha proposat que podria estar relacionat amb la família arawak sembla més probable que es tracti d'una llengua aïllada).

## Aspectes històrics, socials i culturals

### Història
El terme irantxe s'aplica tant als irantxe pròpiament com als myky (o miki) que viuen més al sud. La llengua es diu indiferentment irantxe o mynky. Se suposa que la separació entre els irantxe pròpiament dits i els myky degué produir-se a principis de segle, però els parlants de totes dues variants eren perfectament capaces d'entendre's a la fi del segle xx, vivint els myky a uns 130 km dels irantxe pròpiament dits.
Els irantxe, pròpiament dits, van ser contactats per primera vegada en 1900 quan es van topar amb recol·lectors de cautxú que van massacrar gairebé completament un llogaret irantxe. Posteriorment el mariscal Rondon (1910) els esmenta, així com altres autors posteriors. A causa del conflicte bèl·lic amb els rikbaktsa, van migrar a un centre de la Missió Sud-americana, que va operar entre 1937 i 1957, situada a l'est de la seva llar materna. Posteriorment a aquesta migració es van donar molts matrimonis mixtos amb persones d'altres ètnias. Actualment la majoria dels 250 irantxe ètnics són monolingües en portuguès.
Per la seva part els myky van ser vists per primera vegada en 1960. A causa d'una altra mena de pressió, els myky van migrar al nord i van romandre aïllats fins a 1971, quan van ser contactats per alguns missioners i dues persones irantxe. Posteriorment a aquest contacte, es van donar matrimonis interètnics amb altres indígenes, si bé encara quedarien una mica menys de 88 parlants, parlant-se en l'únic llogaret myky també el portuguès.

### Distribució geogràfica
Els irantxe viuen encara en sis llogarets, a més algunes poques famílies viuen en llogarets i ranxos on són minoria enfront d'altres grups. Els sis llogarets (amb població irantxe aproximada entre parèntesis) són Paredao (60), Recanto do Alipio (12), Perdiz (26), Asa Branca (24), Cravari (119), i Treze de Maio (9). En 1971 els myky eren 22 persones dividides en quatre famílies, actualment en l'únic llogaret myky viuen més de vuitanta persones, encara que no tots parlarien la llengua.

### Ús i estatus
La majoria de irantxe saben escriure en portuguès mentre que la majoria de myky són analfabets. Els irantxe estan menys aïllats i entre ells la substitució de la seva llengua original pel portuguès està molt avançada, entre els myky la llengua té major ús encara que en els seus llogarets viuen moltes persones que no parlen la llengua.